# 소니아 릭테르
소니아 릭테르(덴마크어: Sonja Richter, 1974년 1월 4일 ~ )는 덴마크의 배우이다.
에스비에르에서 태어났다.

## 영화
- 더 저먼 레슨 (2019년)
- 수어사이드 투어리스트 (2019년)
- 베커 - 스몰 타운 갱스터 베커 (2017년)
- 그 날은 올 것이다 (2016년)
- 틴랜드 (2014년)
- 젠틀맨 (2014년)
- 애니멀즈 드림 (2014년)
- 더 홈즈맨 (2014년) - 그로 스벤센 역
- 미라클 (2013년)
- 노르웨이의 아들 (2011년)
- 여자는 남자에 대해 꿈을 꾼다 (2010년)
- 배드 페이스 (2010년) - 모나 역
- 다만 악에서 구하옵소서 (2009년)
- 더 이스케이프 (2009년)
- 왓 노 원 노우 (2008년)
- 세실리 (2007년)
- 선생님은 외계인 (2007년)
- 리틀 리즈 (2005년) - 어머니 역
- 인 유어 핸드 (2004년)
- 렘브란트 (2003년) - 트린 역
- 오픈 하트 (2002년)